# Norman Wooland
Norman Wooland, född 16 mars 1905 i Düsseldorf, Kejsardömet Tyskland, död 3 april 1989 i Staplehurst, Kent, England, var en brittisk skådespelare. Han fick ett genombrott med rollen som Horatio i Laurence Oliviers filmversion av Hamlet 1948. Under 1950-talet medverkade han i biroller i flera filmatiseringar av klassiska teaterpjäser samt historiefilmer.

## Filmografi, urval
- 1948 – Hamlet
- 1948 – Äventyrens man
- 1951 – Quo Vadis
- 1952 – Ivanhoe – den svarte riddaren
- 1952 – Mysteriet Milton
- 1955 – Richard III
- 1961 – Kanonerna på Navarone
- 1962 – Leva eller dö